# Polskie Książki Telefoniczne
pkt.pl Polskie Książki Telefoniczne (w latach 1993-2015 jako firma pkt.pl Polskie Książki Telefoniczne, obecnie jako marka należąca do WeNet Group S.A.) – internetowy serwis typu yellow pages (żółte strony) dostarczający informacje o firmach, produktach i usługach dostępny poprzez internetowy portal pkt.pl oraz poprzez aplikację mobilną na smartfony działające w systemie Android (Samsung, LG). Do 2011 firma drukowała i dystrybuowała bezpłatnie na terenie całego kraju Polskie Książki Telefoniczne. W latach 2011–2015 prowadziła również działania w obszarze marketingu w wyszukiwarkach internetowych oraz projektowania i promocji stron internetowych. Od 2016 roku marka pkt.pl jest istotną częścią grupy kapitałowej CS Group Polska SA (obecnie WeNet Group SA), która jest wiodącym partnerem MSP i oferuje zintegrowane strategie zarządzania widocznością polskich firm w Internecie.

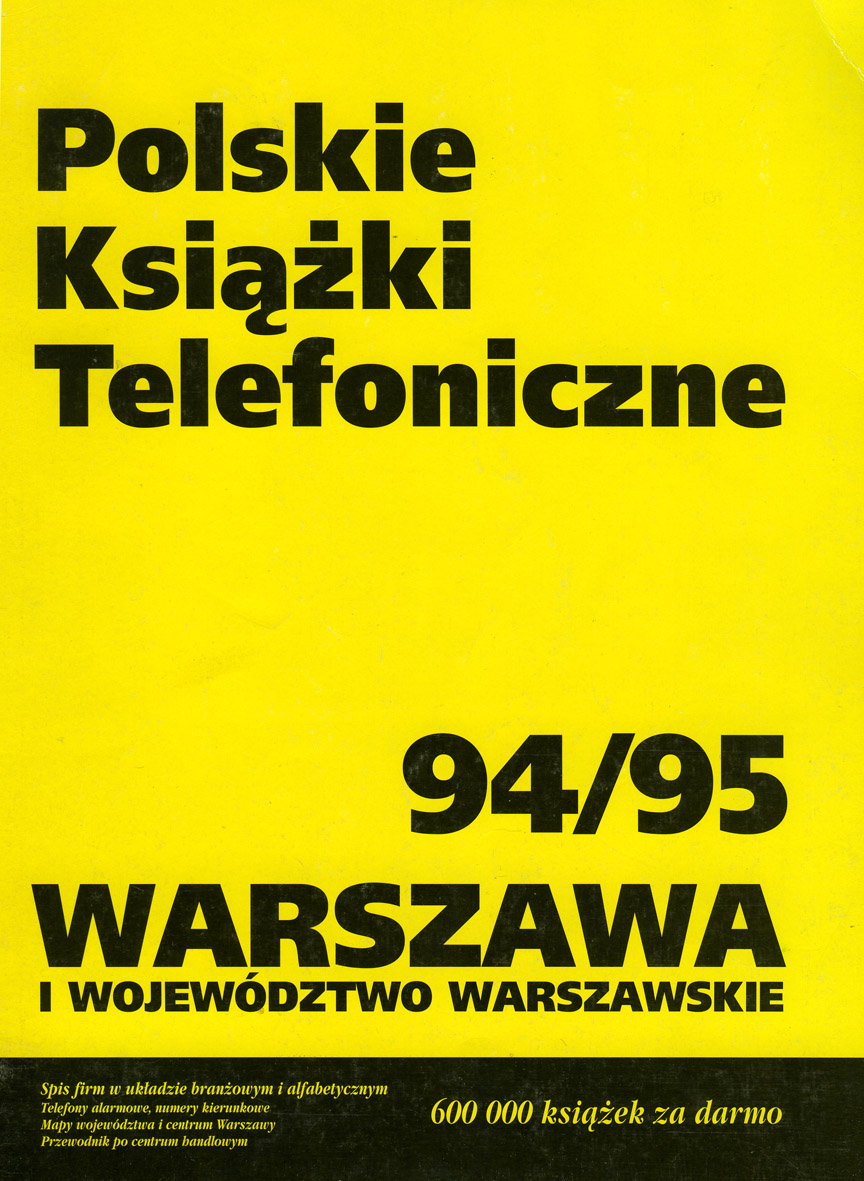
Pierwsza Polska Książka Telefoniczna

## Historia
Firma Polskie Książki Telefoniczne powstała w 1993 roku. W 2006 zmieniła nazwę na pkt.pl Polskie Książki Telefoniczne, a w lipcu 2014 na pkt.pl Marketing Zintegrowany. W 2015 roku właścicielem marki pkt.pl stała się spółka CS Group Polska SA. Pierwsza drukowana książka telefoniczna została wydana w 1993 i obejmowała swoim zasięgiem ówczesne województwo warszawskie. Trzy lata później miała miejsce premiera CD-ROM-u zawierającego dane teleadresowe firm i instytucji. W tym samym czasie Polskie Książki Telefoniczne objęły już zasięgiem cały kraj, wydając 40 książek regionalnych o rekordowym nakładzie 4,8 mln egzemplarzy. Kolejnym krokiem było uruchomienie serwisu internetowego zawierającego wyszukiwarkę danych teleadresowych firm i instytucji. W 1997 spółka przejęła firmę Nord-Trans, która wydawała książki teleadresowe. W 2008 firma pkt.pl Polskie Książki Telefoniczne połączyła się ze spółką DITEL S.A., wydawcą katalogów teleadresowych TP S.A. oraz właścicielem marki tel. i bezpłatnej wyszukiwarki firm i instytucji ditel.pl. Ostatnia książka drukowana została wydana i rozdystrybuowana w 2011 roku, kiedy rynek wyszukiwań przeniósł się prawie całkowicie do sieci Internet. Od tego roku firma zmieniła profil swojej działalności, przenosząc obszar swoich koncentracji właśnie na platformę pkt.pl oraz do wyszukiwarki Google. Obecnie marka pkt.pl to serwisy internetowe oferujące kompletne i aktualne informacje nt. polskich firm i przedsiębiorstw oraz szereg funkcjonalności w formie rankingów i poradników, które ułatwiają użytkownikom Internetu poszukiwanie sprawdzonych i poleconych produktów i usług.

## Oferta
Serwisy grupy pkt.pl to kompleksowa oferta skierowana do małych i średnich przedsiębiorstw (MSP) obejmująca:
- pkt.pl  - wyspecjalizowaną branżową wyszukiwarkę firm, instytucji, produktów i usług skierowaną zarówno do sektora b2b jak i b2c;
- biznesfinder.pl - serwis b2b skierowany do polskiego przedsiębiorcy zawierający pełną i aktualną bazę informacyjną nt. polskich firm oraz sekcję poradników i informatorów wspierających prowadzenie własnego biznesu;
- aleranking.pl – serwis skierowany do użytkownika poszukującego sprawdzonych i poleconych dostawców produktów i usług; opiera się na mechanizmie rankingów branżowych oraz opiniowaniu i rekomendacji firm przez użytkowników;
- usługę Multibox – zintegrowane działania w obszarze wyszukiwarek internetowych oraz sieci społecznościowych, które prowadzą do pozyskania zainteresowania produktami i usługami firmy oraz uzyskania wzrostu wartościowego ruchu kierowanego bezpośrednio do oferty przedsiębiorcy opublikowanej w serwisach grupy pkt.pl.

Historycznie pkt.pl Polskie Książki Telefoniczne to również wiodący dostawca:
- książek ze spisem firm i instytucji (yellow pages) zawierających również dane teleadresowe abonentów prywatnych (white pages) – przeznaczone dla klientów indywidualnych – wydawanych do 2011 roku;
- książek dla firm (yellow pages) ze spisem firm i instytucji skierowanych do użytkowników biznesowych – wydawanych do 2011 roku;
- wyszukiwarki mapowej;
- serwisu mobile.pkt.pl, który umożliwiał korzystanie z wyszukiwarki pkt.pl z telefonu komórkowego lub innego urządzenia przenośnego typu PDA;
- aplikacji mobilnych działających na smartfonach oraz na iPadzie;
- usługi Street View –funkcjonalności umożliwiającej nawigację w technice zdjęć 360°po głównych handlowych ulicach polskich miast.

## Nagrody i wyróżnienia
Pkt.pl Marketing Zintegrowany oraz marka tel. są laureatami konkursów i zdobywcami wyróżnień:
- Styczeń 2007 – wyszukiwarka www.pkt.pl otrzymała tytuł i znak jakości „Komputer Świat Zwycięzca”, w teście wyszukiwarek internetowych Komputer Świat (2/2007)
- Marzec 2007 – internetowy serwis www.pkt.pl otrzymał wyróżnienie i uzyskał tytuł witryny miesiąca w plebiscycie „Magazynu Internet”
- Maj 2007 – marka książka telefoniczna tel. otrzymała tytuł Marki Wysokiej Reputacji 2007
- Maj 2007 – marka pkt.pl otrzymała tytuł Marki Wysokiej Reputacji 2007
- Czerwiec 2007 – spółka pkt.pl Polskie Książki Telefoniczne została wyróżniona srebrnym medalem „Laur Konsumenta 2007”[2]
- Grudzień 2007 – reklamę radiowa pkt.pl „Kociak” uhonorowano wyróżnieniem w konkursie reklamowym „Złote Orły” 2007[3]
- Czerwiec 2008 – marka pkt.pl otrzymała tytuł Marki Wysokiej Reputacji 2008.